# جت ایرویز اویو تاکسی
جت ایرویز اویو تاکسی (به انگلیسی: Jat Airways AVIO taxi) یک شرکت هواپیمایی با کد یاتا JU است که در تاریخ ۲۰۰۲ میلادی تأسیس شده است. دفتر مرکزی جت ایرویز اویو تاکسی در فرشاس، صربستان واقع شده‌است و قطب این شرکت هواپیمایی در فرودگاه بلگراد نیکولا تسلا قرار دارد.